# Splügen
Splügen (Reto-Romaans: Spleia; Italiaans (verouderd): Spluga; Lombardisch: Splüga) is een plaats en voormalige gemeente aan de Achter-Rijn in het Zwitserse kanton Graubünden en de voornaamste plaats in de in 2019 ontstane nieuwe fusiegemeente Rheinwald.
Het dorp ligt op 1475 m hoogte aan de voet van de Splügenpas, een pas die al sinds de Romeinse tijd gebruikt werd als verbindingsroute voor goederen naar Italië. Op deze plaats ontstonden herbergen en hotels, waar men zich voor de zware tocht over de pas kon voorbereiden en de paarden kon laten uitrusten.
De laatste tientallen jaren heeft het dorp zich tot een klein wintervakantieoord ontwikkeld voor mensen die in alle rust van de natuur willen genieten. De historische dorpskern is beschermd, en oogt daarom nog steeds zoals honderden jaren geleden, met zijn oude herbergen en patriciërshotels.

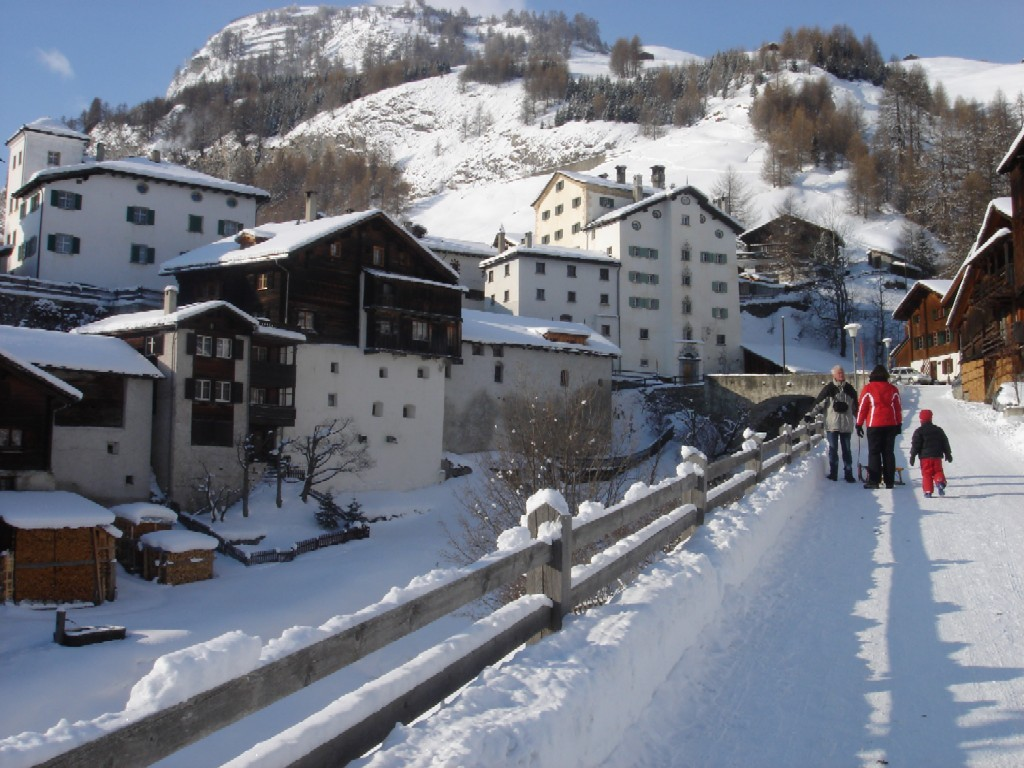
Hoofdstraat van Splügen in de winter